# سرماری‌های نمادین
سرماری‌های نمادین (نام علمی: Channa) نام یک سرده از تیره ماهیان سرماری است.